# الحكومة الوطنية المؤقتة لجنوب غرب القوقاز
الحكومة الوطنية المؤقتة لجنوب غرب القوقاز (بالإنجليزية:  Provisional National Government of the Southwestern Caucasus)‏ هي حكومة مؤقتة كان مقرها مدينة قارص في الشمال الشرقي لتركيا. أُنشئت من شروط هدنة مودروس التي أنهت القتال في الشرق الأوسط خلال الحرب العالمية الأولى.